# Nomeansno
A Nomeansno (NoMeansNo-ként stilizálva) kanadai hardcore punk együttes volt.

## Története
A British Columbia állambeli Victoriában alakultak 1979-ben, később áttették a székhelyüket Vancouver-be. Zenéjükben a hardcore punk, a heavy metal és a jazz elemei egyesültek. Lemezeiket a Wrong Records, Alternative Tentacles, Southern Records kiadók jelentették meg. A "NoMeansNo" név egy erőszak ellenes szlogenből származik. Rob Wright alapította, aki Calgary-ben tanult, és miután visszatért Victoriába, testvérével, John Wright-tal együtt zenekart alapított. Első daluk 1980-ben jelent meg. Egy évvel később 1981-ben megjelent első EP-jük is. Első nagylemezüket 1982-ben adták ki. 2015-ben beiktatták őket a Western Canadian Hall of Fame-be. A NoMeansNo 2016-ban feloszlott.

## Tagok
- Rob Wright - basszusgitár, ének, gitár (1979-2016)
- John Wright - dob, ének, billentyűk (1979-2016)
- Andy Kerr - gitár, ének, basszusgitár (1983-1992)
- Tom Holliston - gitár, ének (1993-2016)
- Ken Kempster - dob (1993-1997)

## Diszkográfia
- Mama (1982)
- Sex Mad (1986)
- Small Parts Isolated and Destroyed (1988)
- Wrong (1989)
- 0 + 2 = 1 (1991)
- Why Do They Call Me Mr. Happy? (1993)
- The Worldhood of the World (As Such) (1995)
- Dance of the Headless Bourgeoisie (1998)
- One (2000)
- All Roads Lead to Ausfahrt (2006)

## Egyéb kiadványok
Kollaborációs lemezek
- The Sky is Falling and I Want My Mommy (Jello Biafra-val, 1991)

EP-k
- Betrayal, Fear, Anger, Hatred (1981)
- You Kill Me (1985)
- The Day Everything Became Nothing (1988)
- The Power of Positive Thinking (1990)
- Would We Be Alive? (1996)
- In the Fishtank 1 (1996)
- Generic Shame (2001)
- Tour EP 1 (2010)
- Tour EP 2 (2010)

Koncertalbumok
- Live + Cuddly (1991)

Kislemezek
- Look, Here Come the Wormies / SS Social Service (1980)
- Dad/Revenge (1987)
- Oh Canaduh (1991)

Válogatáslemezek
- The Day Everything Became Isolated and Destroyed (1988)
- Sex Mad/You Kill Me (1991)
- Mr. Right & Mr. Wrong: One Down & Two to Go (1994)
- The People's Choice (2004)
- 0 + 2 = 1 ½ (2010)